# Morrisographium kantschavelii
Morrisographium kantschavelii är en svampart som beskrevs av Murvan. & Svanidze 1990. Morrisographium kantschavelii ingår i släktet Morrisographium, divisionen sporsäcksvampar och riket svampar.   Inga underarter finns listade i Catalogue of Life.